# 富尔特
富尔特（德語：Furth，發音：[fʊʁt] ⓘ）是德国巴伐利亚州下巴伐利亚行政区兰茨胡特县的市镇，面积20.96平方千米，2023年12月31日人口为3,647人。